# 48300 Кронк
48300 Кронк (48300 Kronk) — астероїд головного поясу, відкритий 11 червня 2002 року.
Тіссеранів параметр щодо Юпітера — 3,237.